# Budapest Eagles 2012
Questa voce raccoglie le informazioni riguardanti i Budapest Eagles nelle competizioni ufficiali della stagione 2012.

## Divízió II 2012

### Stagione regolare
| 1º aprile 2012 2ª giornata | Debrecen Gladiators | 39 – 12 | Budapest Eagles |  |

| 22 aprile 2012 5ª giornata | Budapest Eagles | 32 – 14 | Budapest Wolves 2 |  |

| 5 maggio 2012 7ª giornata | Budapest Eagles | 12 – 54 | Újpest Bulldogs |  |

| 20 maggio 2012 9ª giornata | Budapest Cowboys 2 | 56 – 0 | Budapest Eagles |  |

| 3 giugno 2012 11ª giornata | Budapest Eagles | 15 – 74 | Nyíregyháza Tigers 2 |  |

## Statistiche di squadra
| Competizione      | %Vittorie | In casa | In casa | In casa | In casa | In casa | In casa | In trasferta | In trasferta | In trasferta | In trasferta | In trasferta | In trasferta | Totale | Totale | Totale | Totale | Totale | Totale |
| Competizione      | %Vittorie | G       | V       | N       | P       | Pf      | Ps      | G            | V            | N            | P            | Pf           | Ps           | G      | V      | N      | P      | Pf     | Ps     |
| ----------------- | --------- | ------- | ------- | ------- | ------- | ------- | ------- | ------------ | ------------ | ------------ | ------------ | ------------ | ------------ | ------ | ------ | ------ | ------ | ------ | ------ |
| Stagione regolare | .200      | 3       | 1       | 0       | 2       | 59      | 142     | 2            | 0            | 0            | 2            | 12           | 95           | 4      | 1      | 0      | 4      | 71     | 237    |
| Totale            | .200      | 3       | 1       | 0       | 2       | 59      | 142     | 2            | 0            | 0            | 2            | 12           | 95           | 5      | 1      | 0      | 4      | 71     | 237    |